# Triángulo (telenovela)
Triángulo es una telenovela mexicana producida por Televisa en 1992 por Ernesto Alonso y emitida por El Canal de las Estrellas entre el 3 de agosto y el 20 de noviembre de ese año.
Fue protagonizada por Daniela Castro y Eduardo Palomo, con las actuaciones antagónicas de Kenia Gascón, Guillermo García Cantú, Patricia Reyes Spíndola, Rocío Sobrado y Luz María Jerez. Además contó con las participaciones estelares de Julieta Egurrola, Enrique Lizalde, Roberto Antúnez y Humberto Elizondo.

## Argumento
Sara es una joven ingenua y dócil, que vive con su padre Salvador que está casado con Virginia, que tiene dos hijas de su anterior matrimonio, Nina y Rosaura, esta última casada con el importante ingeniero Iván Villafranca. Tanto Virginia como Rosaura viven maltratando a Sara. A diferencia de su hermana y de su madre, Nina sí trata como una hermana a Sara.
Sara y su mejor amiga Doris estudian Enfermería, ya que Salvador está en la ruina y ello no le permite a su hija estudiar una mejor carrera, y Salvador vive culpando a la familia Villafranca  de su mala situación.
Iván Villafranca, es un buen hombre y esposo ejemplar que ama a Rosaura, pero ella descubre que no puede tener hijos; y para que Iván no la deje, le hace creer que es él quien no puede.
Por otro lado, Sara conoce a David Villafranca, el hermano de Iván, y se enamora de él a pesar de la oposición de todos. Sin embargo David, que siempre está hablándole mal de su hermano a Sara, sólo quiere aprovecharse de ella; y en cuanto la hace suya, la abandona a su suerte. Iván quiere que su hermano siente cabeza y lo amenaza con mandarlo a Brasil junto con su primo, Willy, para que deje esa mala vida que está llevando. David acepta irse para no tener que responderle a Sara, que ha descubierto que espera un hijo de él.
Arcadio Villafranca, padre de Iván y David, es asesinado por Mariana, una amiga que la familia Villafranca había acogido, y Salvador es acusado del crimen y condenado a prisión. Don Basilio, el tío de Iván y David, descubre la verdad y se encarga de que Mariana sea castigada, pero oculta que ella es la asesina por temor a un escándalo. Desesperada, Sara decide llamar a Iván (a quien aún no conoce personalmente) para pedirle ayuda, y se lleva una gran sorpresa al ver que Iván, aparte de ser muy atractivo, es un buen hombre que está dispuesto a ayudarla, muy diferente a lo que David le había hecho creer. Sin embargo, la ayuda llega muy tarde: Salvador desesperado se ha suicidado en la cárcel.
Sara queda sola y desamparada y pide nuevamente ayuda a Iván, que se enfurece con su hermano por haberla dejado estando embarazada, y le promete que hará volver a David para que se case con ella, pero llegan más malas noticias de Brasil: tanto David como Willy han muerto. La familia entra en crisis, e Iván decide proteger a Sara, que sufre un gran impacto. Es entonces cuando la Sra Ana, madre de Iván y David, decide llevar a Sara a vivir a la casa de los Villafranca, ante la molestia de Rosaura y la alegría de Iván.
Rosaura e Iván deciden adoptar un niño para completar su familia. La malvada Rosaura decide aprovechar la llegada de Sara, manipulándola y logra convencerla de que les entregue al niño en adopción. Desesperada y viendo que Iván es un gran hombre, Sara acepta, pero deja bien claro que solamente le está entregando su hijo a Iván. Cuando el niño nace es reconocido por Iván como un Villafranca.
Rosaura comienza a portarse cada vez peor, y eso hace que Iván comience a enamorarse de Sara. En un principio, él no quiere reconocer sus sentimientos, pero finalmente se da cuenta de que se ha enamorado de ella. Sara también empieza a sentir algo por él y pronto inician un romance a escondidas de todos. Cuando el engaño de su mujer sale a la luz, Iván se divorcia de ella y decide pedirle matrimonio a Sara pese a que no está muy convencido de que ella haya dejado de querer a David. Sara acepta, pero pronto a su alrededor comienzan a tejerse redes de intrigas, ya que su amiga, Doris, que en verdad siempre ha envidiado a Sara, también se ha enamorado de Iván y quiere evitar que se casen.
Inesperadamente, David y Willy reaparecen vivos. Los dos habían sido hechos prisioneros y sometidos a tortura por unos salvajes. David, muy decidido, dice que va a casarse con Sara y exige reconocer a su hijo. Iván, que no sabe muy bien lo que va a hacer, cae en una depresión cuando Sara vuelve aceptar a David.
Más tarde se descubre un gran secreto familiar: Iván es adoptado. David no duda en echárselo en cara y exigirle que renuncie al apellido Villafranca y a la herencia de su padre. Iván acepta alejarse de la familia, pero Ana le dice que para ella él es y siempre será su hijo. También su tío Basilio le da su apoyo a Iván, diciéndole que fue él quien levantó la empresa cuando se arruinó, que ha trabajado muy duro por ella y tiene todo el derecho a su parte; además, que Arcadio decidió que él era su hijo y que nadie le podría a quitar ese derecho. Sara también defiende a Iván contra David y lo consuela, y lo convence de que regrese con su familia. Finalmente, Sara se reconcilia con Iván, y David se va de la casa a vivir con Doris.
Cuando ya la felicidad parece estar de regreso, Doris se entera de que al parecer Iván y su tío Basilio sabían que la verdadera asesina de don Arcadio fue Mariana. Ella se lo cuenta a David y él, para destruir a su hermano, lleva a cabo una última maldad: le dice a Sara que Iván ocultó que su padre era inocente. En medio de la discusión, David sufre una crisis depresiva. Sara se enfurece contra Iván, lo insulta y lo deja a pesar de que de él se defiende y le jura que en verdad él no sabía nada, pero ella no le cree y se va de la casa llevándose a su hijo. Don Basilio se ofrece a hablar con Sara para explicarle que él fue quien ocultó la verdad, pero Iván, derrotado, le dice que es mejor dejar las cosas así y decide irse a vivir a Brasil. Max, el mejor amigo de Iván, también trata de convencer a Sara de que escuche a Iván, pero ella le dice que todos, en mayor o menor proporción, tuvieron la culpa de la muerte de su padre y que eso nunca se los podrá perdonar. Iván parte a Brasil y se despide de David, que es internado en una casa para enfermos mentales. Rosaura, que ha descubierto que tiene cáncer, también es sometida a tratamiento.
Pasa el tiempo, y David se recupera totalmente de su crisis. Su madre va a recogerlo a la clínica y le dice que tiene que regresar a la casa, porque Iván vuelve de Brasil y quiere verlo. David acepta, y cuando Iván regresa todos lo reciben con mucho cariño. Iván va a buscar a Sara, pero la ve llegar de su trabajo con un amigo, pero él cree que ese hombre es su novio, y se va sin que ella lo vea.
La sra Ana llama a Sara para decirle que está de regreso en México y para pedirle que la deje ir a ver a su nieto, pero no le dice que Iván ha regresado. Nina, la hermana de Sara, le dice que Iván si está de regreso, pero ella le dice que si fuera así Iván ya la habría buscado. Entonces Sara llama a la sra Ana y le dice que si quiere ella puede llevarle al niño. Rosaura, que se ha recuperado de su cáncer, también se ha enterado del regreso de Iván y decide reconquistarlo. Se cita a comer con él y le dice que lo intenten de nuevo, pero Iván le dice que ya no siente lo mismo por ella. Cuando Sara llega de visita con su hijo, David intenta convencerla de que le dé otra oportunidad y de que ahora sí podrá hacerla feliz. Mientras conversan, llega Iván y Sara le dice que necesita hablar con él de algo muy importante. David sube a hablar con su madre, que está con el niño, y éste rechaza a David cuando trata de acercársele y eso lo entristece.
Sara e Iván platican en el jardín, en donde ella le dice que debió haberle creído pero que la muerte de su padre la dejó muy lastimada, pero que después se arrepintió de haberlo dejado. Finalmente ella le pide perdón, le declara su amor y se besan mientras su hijo corre a sus brazos.

## Elenco
- Daniela Castro - Sara Granados Rojas
- Eduardo Palomo (+) - Iván Villafranca Linares
- Guillermo García Cantú - David Villafranca Linares
- Patricia Reyes Spíndola - Virginia Granados
- Enrique Lizalde (+) - Salvador Granados
- Julieta Egurrola - Ana Linares de Villafranca
- Humberto Elizondo - Arcadio Villafranca
- Kenia Gascón - Rosaura Granados Verti de Villafranca
- Claudia Ramírez - Nina Granados Verti de Alponte
- Rocío Sobrado - Doris Fernández
- Luz María Jerez - Mariana Armendáriz
- Thelma Dorantes (+) - Alicia
- Erika Buenfil
- Margarita Isabel (+)
- Amparo Garrido (+) - Isabel Armendáriz
- Roberto Antúnez (+) - Basilio Linares
- Juan Ignacio Aranda - Willy Linares
- Luis Xavier - Max Alponte
- Adalberto Parra - Julián Sanchez
- Lucy Tame - Matilde
- Claudio Báez (+) - Augusto
- Chantal Andere - Ella misma
- Elsa Cárdenas

## Equipo de producción
- Libreto original: María Zarattini
- Adaptación: Irma Ramos
- Tema musical: Entre tú y yo
- Intérprete: Chantal Andere
- Música original: Pedro Alberto Cárdenas
- Producción musical: Juan Diego Fernández
- Escenografía: José Contreras
- Ambientación: Patricia de Vicenzo
- Luminotécnico: Sergio Treviño
- Coordinación de producción: Raúl Román
- Director segunda unidad: Sergio Muñoz
- Productora asociada: Guadalupe Cuevas
- Director de cámaras: Víctor Soto
- Director de escena: Arturo Ripstein
- Productor: Ernesto Alonso
- Fue una producción de: Televisa en MCMXCII

## Premios

### Premios TVyNovelas 1993
| Categoría               | Nominado(a)      | Resultado |
| ----------------------- | ---------------- | --------- |
| Mejor actriz de reparto | Julieta Egurrola | Nominada  |
| Mejor actor joven       | Eduardo Palomo   | Nominado  |
| Mejor actor de reparto  | Roberto Antúnez  | Nominado  |

### Premios Eres 1993
| Categoría                | Nominado(a)   | Resultado |
| ------------------------ | ------------- | --------- |
| Mejor tema de telenovela | Entre tú y yo | Nominado  |